# Songs from the Tainted Cherry Tree
Songs from the Tainted Cherry Tree é o álbum de estreia da artista musical britânica Diana Vickers. Originalmente com lançamento previsto para novembro de 2009, o álbum foi adiado devido ao papel de destaque de Vickers na peça teatral The Rise and Fall of Little Voice, e foi finalmente lançado em 3 de maio de 2010, no Reino Unido, através da RCA Records.
O primeiro single, "Once", foi lançado em 19 de abril de 2010 e atingiu o número um no UK Singles Chart. Em 7 de maio de 2010, Songs from the Tainted Cherry Tree entrou na Irish Albums Chart no número sete e em 9 de maio de 2010, o álbum atingiu o número um na UK Albums Chart vendendo 35 mil e 951 cópias na primeira semana de lançamento. Em agosto de 2010, o álbum foi certificado ouro através da British Phonographic Industry (BPI). Ele já vendeu 200 mil cópias no Reino Unido.

## Singles
"Once" foi lançada como primeiro single do álbum em 19 de abril de 2010, no Reino Unido. Após a sua liberação, gerou comentários principalmente positivas dos críticos, com a avaliação mais positiva de Nick Levine, do Digital Spy, que chamou de "invasor cerebral em linha reta", com "um grande refrão", que é "difícil de ignorar". O single alcançou grande sucesso comercial, estreando no número três na Irlanda, o número cinco na European Hot 100, número dois na Escócia e número um no Reino Unido. Ele também chegou ao número trinta e um na Coreia do Sul sem qualquer promoção. No final de maio de 2010, "Once" foi adicionado a playlists de rádio na Austrália e Nova Zelândia.
"The Boy Who Murdered Love" foi confirmada como segundo single do disco em 7 de maio de 2010, através de Vickers pelo Twitter. O vídeo musical estreou em 2 de junho de 2010, através do player de vídeo do MSN. O single foi lançado oficialmente no Reino Unido em 18 de julho de 2010. Na semana que terminou em 25 de julho de 2010, o single entrou na parada UK Top 40 no número trinta e seis, dando à Vickers sua segunda entrada consecutiva entre os 40 postos na tabela. Na semana seguinte, "The Boy Who Murdered Love" apareceu na Coreia do Sul, atingindo a posição de número 16.

## Alinhamento de faixas
| Edição padrão  |                              |                                            |         |  |
| N.º            | Título                       | Compositor(es)                             | Duração |  |
| 1.             | "Once"                       | Cathy Dennis Eg White                      | 3:11    |  |
| 2.             | "Remake Me + You"            | Diana Vickers Ellie Goulding Guy Sigsworth | 3:35    |  |
| 3.             | "The Boy Who Murdered Love"  | Vickers Chris Braide                       | 3:21    |  |
| 4.             | "Four Leaf Clover"           | Vickers Braide                             | 4:11    |  |
| 5.             | "Put It Back Together"       | Nerina Pallot                              | 4:04    |  |
| 6.             | "You'll Never Get to Heaven" | Vickers Starsmith Cass Lowe                | 4:02    |  |
| 7.             | "Me & You"                   | Vickers Devonté Hynes Braide               | 3:05    |  |
| 8.             | "My Hip"                     | Harmony Boucher Tobias Karlsson            | 3:24    |  |
| 9.             | "N.U.M.B"                    | Vickers Braide                             | 3:59    |  |
| 10.            | "Hit"                        | Björk The Sugarcubes                       | 3:09    |  |
| 11.            | "Notice"                     | Vickers Goulding Sigsworth                 | 3:34    |  |
| 12.            | "Jumping Into Rivers"        | Vickers Goulding Sigsworth                 | 3:37    |  |
| 13.            | "Chasing You"                | Vickers Boucher Sigsworth                  | 4:07    |  |
| Duração total: | Duração total:               | Duração total:                             | 47:10   |  |

| Conteúdo extra da iTunes Store |                                      |         |  |
| N.º                            | Título                               | Duração |  |
| 13.                            | "Track by Track Commentary"          | 11:16   |  |
| 14.                            | "Once" (bastidores do vídeo musical) | 4:03    |  |

| Songs from the Tainted Cherry Tree: Album Sampler |                             |                            |         |  |
| N.º                                               | Título                      | Compositor(es)             | Duração |  |
| 1.                                                | "Once"                      | Dennis White               | 3:11    |  |
| 2.                                                | "Remake Me + You"           | Vickers Goulding Sigsworth | 3:35    |  |
| 3.                                                | "The Boy Who Murdered Love" | Vickers Braide             | 3:21    |  |
| 4.                                                | "My Hip"                    | Boucher Karlsson           | 3:24    |  |
| 5.                                                | "Put It Back Together"      | Pallot                     | 4:04    |  |

## Desempenho nas tabelas musicais
| Tabela musical (2010)                          | Melhor posição |
| ---------------------------------------------- | -------------- |
| União Europeia (European Top 100 Albums Chart) | 4              |
| Irlanda (IRMA)                                 | 7              |
| Escócia (Official Scottish Albums)             | 2              |
| Coreia do Sul (GAON)                           | 15             |
| Reino Unido (UK Albums Chart)                  | 1              |

## Histórico de lançamento
| Região      | Data                | Versão | Formato              | Gravadora   | Ref.   |
| ----------- | ------------------- | ------ | -------------------- | ----------- | ------ |
| Irlanda     | 30 de abril de 2010 | Padrão | CD, download digital | RCA Records | [ 12 ] |
| Reino Unido | 3 de maio de 2010   | Padrão | CD, download digital | RCA Records | [ 13 ] |
| Polónia     | 5 de julho de 2010  | Padrão | CD                   | RCA Records | [ 14 ] |
| Austrália   | 6 de agosto de 2010 | Padrão | CD                   | RCA Records | [ 15 ] |
| Alemanha    | 6 de agosto de 2010 | Padrão | CD                   | RCA Records | [ 16 ] |